# Карл Јеран Еберг
Карл Јеран Еберг (швед. Carl-Göran Öberg; Јевле, 24. децембар 1938) некадашњи је шведски хокејаш на леду који је током каријере играо на позицијама левокрилног нападача.
Играчку каријеру започео је у екипи Јевлеа за коју је играо првих пет сезона и са којом је освојио и једну титулу националног првака Шведске (у сезони 1956/57). Из Јевлеа прелази у редове Јургордена за који је играо у периоду 1960−1968. и са којим је освојио три узастопне титуле првака (у сезонама 1960/61, 1961/62. и 1962/63). Сезону 1962/63. у националном првенству окончао је и на списку идеалне поставе првенства. У шведским првенствима одиграо је укупно 346 утакмица и постигао укушно 230 голова.
Био је стандардни репрезентацивац Шведске за коју је играо на три олимпијска турнира и шест светских првенстава. Са репрезентацијом је освојио и једну сребрну олимпијску медаљу (ЗОИ 1964 у Инзбруку) и по два сребра (СП 1963 и СП 1967) и бронзе (СП 1958 и СП 1965) на светским првенствима.
Његов старији брат био је један од најбољих шведских хокејаша Ханс Еберг, познат по надимку Стевелн у шведским спортским круговима, због чега су Карла Јерана често називали и Малим Стевелном (швед. Lillstöveln).